# 大原恒一
大原 恆一（おおはら こういち、1920年（大正9年）4月18日- 1998年（平成10年）7月20日）は、日本のロシア文学者、評論家、翻訳家、実業家である。本名は大原嘉蔵。
太平洋戦争後の冷戦時代、ソヴィエト社会主義共和国連邦のモスクワ大学に初めて留学した日本人の一人である。
帝政ロシア時代の詩人ニコライ・ネクラーソフの研究、翻訳において日本の第一人者である。

ネクラーソフの叙事詩『だれにロシアは住みよいか』（原題Кому на Руси жить хорошо）を日本で初めて翻訳出版した。

## 経歴
- 1920年（大正9年） 福岡県福岡市に生まれる。
- 1943年（昭和18年） 法政大学法学部卒業
- 1951年（昭和26年） 早稲田大学文学部卒業
- 1961年（昭和36年） モスクワ大学大学院ロシア文学史科卒業
- 1964年（昭和39年） コロンビア大学ロシア研究所客員教授

作家の佐多稲子によると、佐多と大原とは昭和16年頃からの知り合いで、その時大原は、法政大学の学生であった。福岡の大きな材木店の、あるいはそのときから店主だったのかもしれない。両親を早く失い、祖母の手に育ったという人であった。文学志望の若い大原は、佐多家の子どもたちの相手などをし、窪川鶴次郎と文学談をしていたそうだ。また、大原は戦後、再び早稲田大学露文科に入学、卒業後には、ロシア文学の古典といわれるネクラーソフの叙事詩『誰にロシアは住みよいか』を翻訳して出版した。その頃からの熱心な希望で、ソビエトへ渡り、3年余りを経て、モスクワ大学院文学部・ロシア文学史科を卒業したとのことである。
また、実業家としては長らく（株）六本木ヴィレッジの代表取締役社長を務めた。

## 著作
- 『現代ソビエト学生気質  モスクワ大学留学生第1号の記』講談社、1963年

### 翻訳
- ネクラーソフ『だれにロシアは住みよいか』現代社、1956年、論創社、1993年 邑書林、1996年
- ネクラーソフ『赤鼻のマローズ 叙事詩集』論創社、1994年
- ネクラーソフ『恋と詩と最後の唄』邑書林、1995年
- ネクラーソフ『ロシアの女性たち』邑書林、1997年

## 論文
- <大原恒一